# شرمگاه

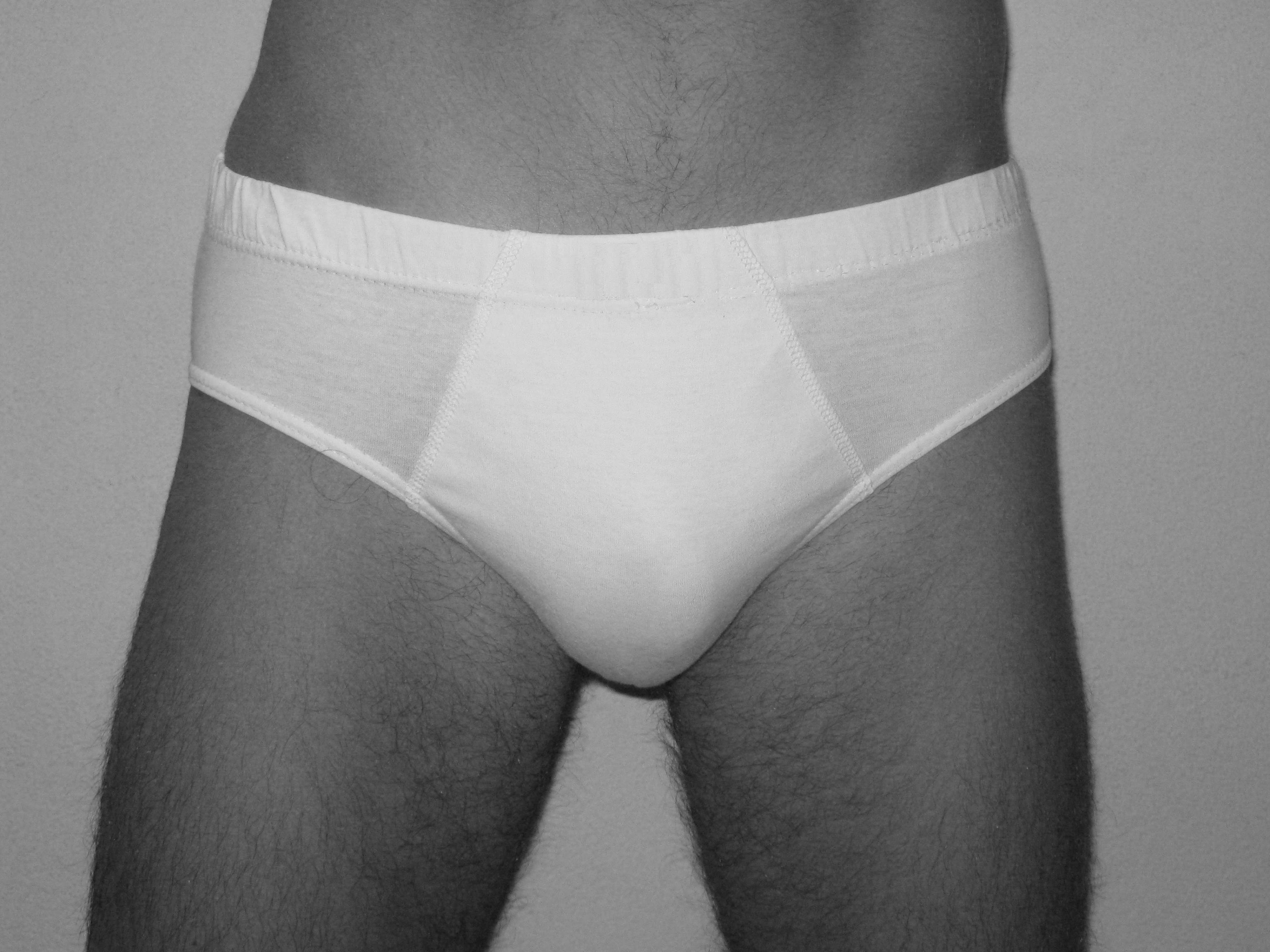
تصویری از شرمگاه در مردان

شرمگاه (به انگلیسی: Crotch)، معمولاً به ناحیهٔ تناسلی مرد و زن گفته می‌شود. به موهای این ناحیه رُم یا موی زهار می‌گویند. در فقه یکی از نشانه‌های بلوغ، روییدن موی درشت بر شرمگاه (موی زهار) است.

## واژه‌شناسی
شرمگاه . [ش َ] (اِ مرکب) آلت تناسلی و شرمگاه مرد و زن. (ناظم الاطباء). به معنی عورت است. (انجمن آرا). مرادف شرمجای. (آنندراج). خربت. (منتهی الارب). معرنفط. (منتهی الارب). آنجا که آلت تناسلی جای دارد. محل عورت مرد یا زن از قبل و دبر. عورت. قبل و دبر. شرم. فرج. نهانگاه. سوآت. هریک از دو قسمت پوشیدنی از پیش و پس اعم از مرد و زن.
| خالی است به شرمگاهت ای مه |  | که گر او در چشم بود دیده نباشد مگر او |

 شعری از امیرخسرو دهلوی